# Rue Jean-Fourastié
La rue Jean-Fourastié est une rue du 15e arrondissement de Paris.

## Situation et accès
Cette voie privée débute 14, rue de l'Amiral-Roussin et se termine 7, rue Meilhac.

## Origine du nom

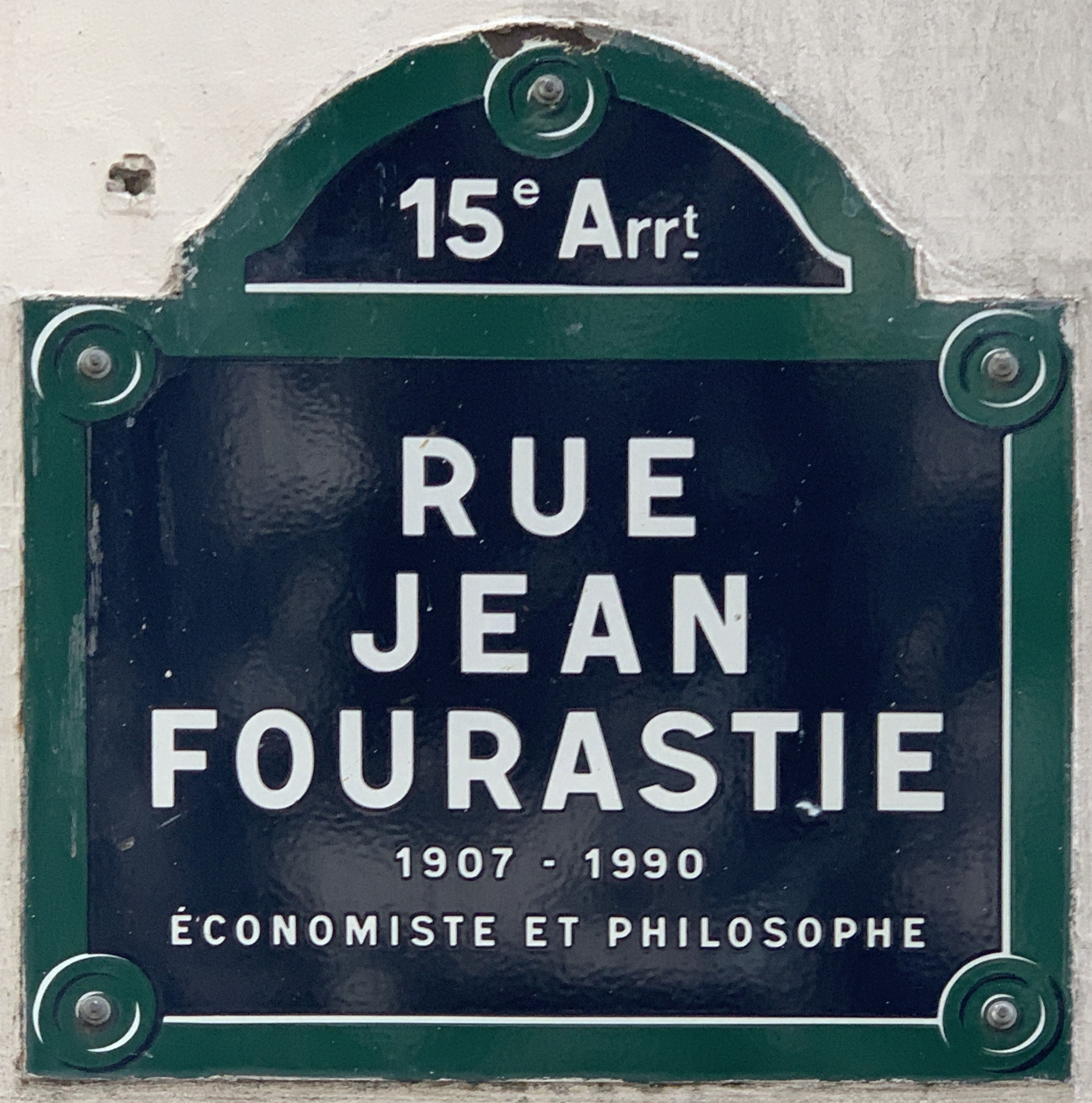
Plaque de la rue.

Elle doit son nom à l'économiste français Jean Fourastié (1907-1990).

## Historique
La voie est créée sous le nom provisoire de « voie CK/15 » et prend sa dénomination actuelle le 25 novembre 1997.